# Pommeret (patronyme)
Pour les articles homonymes, voir Pommeret (homonymie).
Pommeret est un patronyme représenté dans 4 foyers en France et ayant un sens différent à chaque fois.

## En Côtes-d'Armor
Le nom désigne, dans ce département, « celui qui est originaire de Pommeret » (Côtes-d'Armor).

### Héraldique
|  | Les armes de la famille Pommeret dans les Côtes-d'Armor se blasonnent ainsi : « d'argent à un pommier de sinople accosté de deux mouchetures d'hermine de sable. » |

|  | Blasonnement de Anne Pommeret : « d'azur à trois pommes de pin d'or. » |

## En Côte-d'Or
Le nom de cette famille était, autrefois, Paulmeret, qui en, ancien français, signifie « celui qui porte des palmes (un pèlerin) »,. La plus ancienne occurrence est Huguenin Paulmeret à Buffon (21) en 1487.

### Origine
Le nom de cette famille est originaire du village de Quincerot en Bourgogne.
Elle tient son nom d'un pèlerin, né au XVe siècle, qui partit en Terre sainte, et ramena une palme pour prouver qu'il avait bien fait ce pèlerinage. Il s'est donc fait appelé « paulmeret », surnom qu'il transmit à ses enfants et qui finit par devenir un nom de famille qui se déforma en Paumeret puis Pommeret, plus facile à prononcer. Les descendants du pèlerin vinrent s'installer à Saint-Rémy vers 1500 où ils eurent une descendance.

## En Eure-et-Loir
Dans ce département, le nom signifiait « celui qui habite sur un lieu planté de Pommiers ».

### Héraldique
|  | Les armes de la famille Pommeret des Varennes en Eure-et-Loir, aux XIXe et XXe siècles à Etampes, se blasonnent ainsi : « d'azur à un chevron d'or chargé d'une rose de gueules et de deux pommes d'argent en fasce et d'une raie (poison) en pointe. » |

|  | Blasonnement de Martin Pommeret (Paris) « d'argent à une fasce ondée d'azur, accompagné d'un croissant d'azur en pointe et de deux étoiles d'azur en chef entourant une colombe de gueules tenant un rameau de sinople. » |